# Arleen Schloss
Arleen Schloss (* 12. Dezember 1943 in Brooklyn, New York, USA) ist eine US-amerikanische Performancekünstlerin, Video-Pionierin und Kuratorin.

## Bedeutung
Arleen Schloss gehört zu den frühen amerikanischen Videokunst- und Performance-Pionieren. Mit der Konzeption „Wednesday`s A`s“ in einem Loft auf der Broome Street in der Bowery, einem ehemaligen Armenviertel, schuf sie 1979 in Downtown New York eine neue, alternative Kunstplattform für experimentell arbeitende, nicht etablierte Künstler. Jeden Mittwoch konnten diese ihre Videokunst, Performances, Musik, Zeichnungen oder Malerei einem Publikum vorstellen und mit diesem über das Werk ins Gespräch kommen. Ab 1980 war „Wednesday`s A`s“ eine bekannte Ausstellungsadresse für neue Kunst, Video und Musik, die bei etablierten Galerien und Institutionen keine Chancen hatten. Bei „A´s“ ausgestellte Künstler wurden teilweise später sehr bekannt, wie z. B. Eric Bogosian, Jean-Michel Basquiat und Ai Weiwei. „A’s“ zeigte Arbeiten unter anderem von Glenn Branca, The Coachmen, Kim Gordon, Phoebe Legere, Thurston Moore, Shirin Neshat, Lee Ranaldo, Sur Rodney Sur und Alan Vega. No-Wave und Noise Bands Bands u. a. wie Test Pattern, Gray und Mania D spielten Mittwochs bei „A´s“. Seine erste Ausstellung hatte SAMO, alias Jean-Michel Basquiat im Oktober 1979 bei „A´s“. Aufgrund des breiten Zuspruches ihres nicht akademischen „A´s“ Ausstellungs-Konzeptes, das „A´s“ zum Dauerbrenner in der New Yorker Underground-Szene machte, wurde Schloss eingeladen als Kuratorin zu arbeiten. Ausstellungen in der „Danceteria“, einer Kunst-Disco in SoHo, und im Schaufenster von „Art and Architecture“, ein in New York angesehener architektonischer Veranstaltungsort kuratierte sie.

## Leben und Werk

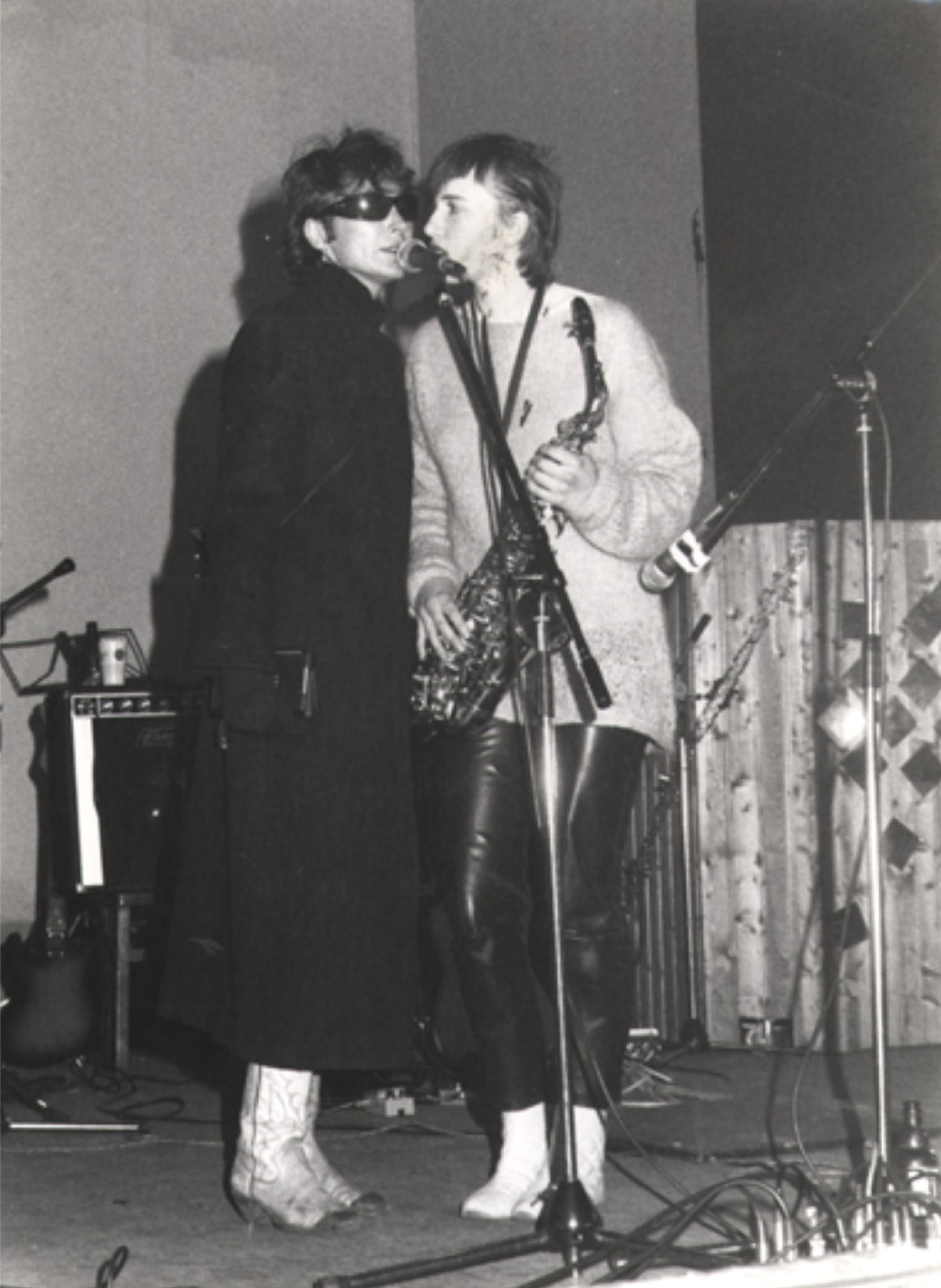
Arleen Schloss (links) in Martin Kippenberger`s SO 36, Berlin, Januar 1980

Schloss studierte an der Pädagogischen Hochschule des Bank Street College, an der Art Students League, Parsons School of Design und graduierte an der New York University. Sie arbeitete zuerst als Malerin, stellte in den Galerien von SoHo und der Lower East Side aus. Als Performance-Künstlerin trat sie 1977 erstmals im "The Kitchen", einer multidisziplinären Non-Profit Galerie und im Museum of Modern Art in New York City auf. Über ihre musikalischen, Kunst-Poesie Performances schrieb die SoHo Weekly News "...her voice was like the way Patti Smith or Yoko Ono are musical." Performances, wie "It`s an A" zeigte sie in den U.S.A, Europa und Asien unter anderem bei Franklin Furnace, Betty Parsons Galerie, Bykert Galerie, Construction Company, Max Hutchinson Galerie in SoHo, Lenbachhaus Galerie in München, La Nuit Parcourt La Ceil in Belgien, Cafe Einstein und SO 36 in Berlin und dem Ars Electronica Festival in Linz, Österreich. Ihre Performances beschrieb die New York Times als "herausragend unter den Performance Künstlern".
In den achtziger Jahren führte Schloss ihre Medien Oper "A.E. BLA BLA BLA" (unter der Leitung von Butch Morris) auf der Ars Electronica in Linz, Österreich auf. Tänzer, unter der Regie von Christa Gamper, gestalten das Werk. Peter Weibel, Kurator der Ars Electronica schreibt "Als Praktikerin, die in vielen Medien zu Hause ist, und als energische Vorkämpferin verschiedener neuer Technologien hat sich Arleen Schloss schon, seitdem sie in den frühen 1970er-Jahren die Malerei aufgegeben hat, intensiv mit der Sprache beschäftigt".
Als Digital Art Pionierin war Schloss Gast bei Willoughby Sharp’s Downtown ’86, einer preisgekrönten Kabel ACE Sendung, die die besten Künstler, Musiker, und Darsteller der 1980er-Jahre zeigte. Ihre lyrische Klang-Collagen, wie beispielsweise "How She Sees It By Her" sind in der Anthologie, "Just Another Asshole," ein No Wave Kunst/Musik/Klang Magazin von Glenn Branca und Barbara Ess dokumentiert. und "Text-Sound Texts" redigiert bei Richard Kostelanetz.

## Digitale Kunst
Schloss war eine der ersten Künstler, die von Canon eine 8-mm-Video-Kamera zum Experimentieren zur Verfügung gestellt bekam. Mit der Kamera entwarf sie ein Reisebericht Videoformat "Sun Daze Away", das 1989 auf der Central Park’s Sommerbühne in Europa and Asien gezeigt wurde. Ab 1990 arbeitete Schloss als Produzentin und Regisseurin des Dokumentarfilms "FromKepler2Cyberspace", ausgeführt mit einer Hi8 Ausstattung von Sony. Dieser Dokumentarfilm stellt Pioniere künstlicher Intelligenz und virtueller Realität, wie z. B. Dr. Marvin Minsky, John Perry Barlow, Timothy Leary, William Gibson und Jaron Lanier vor. Zur gleichen Zeit filmte Schloss eine Serie von Interviews mit John Cage, die sie der Serie "Windows of Chance/Change" zufügte. Nickelodeon strahlte ihr Video-Kunst-Projekt für Kinder das "Alphabet" aus und beauftragte sie 1989 fünfzehn Live-Videos für die Zeichentrick-Serie "Eureeka's Castle" zu produzieren. Diese gewannen den Cable-ACE-Award. In den 90ern setzte sie ihre Arbeit mit neuen Kunst- und Medienformen fort. Die elektronische Arbeit "Marbelize" zeigte Schloss auf der internationalen Digital und Technology Ausstellung, der ISEA, in Rotterdam, Holland.
Schloss erhielt Stipendien, Preise und Einladungen vom Experimental Television Center, Creative Artists Public Service Grant, New York Foundation of the Arts, Harvestworks, Allied Productions und der Ford Foundation. Sie sitzt im Vorstand des Art & Sciences Collaborations Inc, und ihre Arbeiten sind Teil der Sammlung Fales Library, AT&T, Aldrich Museum of Contemporary Art und der Donnell Library. Ein Dokumentarfilm über Arleens Lebenswerk "Wednesdays at A's" von Stuart Ginsberg ist in Produktion. Das New York Undergroundmuseum dokumentierte ihre Arbeiten. Schloss lebt in New York City.

## Ausstellungen und Performances
- "Feet"; Interaktive Umgebung, Soho, NYC 1970
- "Words & Sound Music" Jack Smead, Bykert Gallery, New York, 1975
- "Snap" on the making of an Elastic composition ", Alphabet Orchestra, Betty Parsons Gallery, New York 1976
- "A Shot.Chance", live Video performance, The Kitchen, New York, 1977
- "its A at MoMa" live Video Performance im Museum of Modern Art, New York, 1978
- "The New York from the Performance" Lenbachhaus, Städtische Galerie, München 1980
- "Media Opera" A.E.Bla Bla Bla, Ars Electronica Festival for Art, Technology and Society, Linz, Austria, 1986
- "Glenn Branca Symphony No. 4/Physics", Donnell Library, New York City, 1984
- "SUN DAZE AWAY", Central Park Summer Stage, 1989
- "Art Around the Park", Video un Film Dokumentation, Tompkins Square Park, NYC 1992
- "From Kepler 2 Cyberspace", Hi8-Dokumentarfilm über virtuelle Pioniere, Symposium "Virtuelle Realität", New York 1993
- "Schloss mit Hochschule", Retrospektive, Städtische Galerie im Buntentor Bremen Germany, 1994
- "Nine Dragon Heads", Nature Electronic 2nd International Environmental Festival, Chung Buck, Korea 1997

## Öffentliche Sammlungen
- Aldrich Museum of Contemporary Art, Ridgefield, Connecticut, 1970/72
- AT&T Longlines, New Jersey, 1976
- Belgium Television Network, Liege, Belgium, 1980
- Lenbachhaus, Städtische Galerie, München, 1981
- Museum of Modern Art Library, New York City, 1982
- Donnell Film & Video Library of the City of New York, 1984
- Swedish Television Network; Stockholm, Sweden, 1985
- ORF TV; Linz, Österreich, 1990
- A Table Matsuya, Tokyo, Japan, 1991

## Preise
- Multi-Media, Soho Tech Award, A's Salon Series, 1980
- ACE Award, The Universe of A, on the making of performance opera, 1987
- ACE Award Manhattan Cable Television, Eureeka's Castle Nickelodeon TV, 1989

## Stipendien
- Latin American Resource Inc, Electrostatic Books 1975
- Multi-Media, Creative Artists Program, NYSCA, 1980
- National Endowment for the Arts, an Allied Productions performance project, FLYING LETTERS, 1985
- Media Bureau-SunDazeAway, 1989
- CHANGE Inc., Artists Fellowship, Inc. 1990
- New York Foundation for the Arts, Video fellowship 1992
- Experimental Television Center, (Artist-In-Residence) electronic imaging 1995

## Unterricht
- New York City Public School System, Englisch & Kunst, 1968–1982
- University of Rochester, 1975
- New York Public Schools, early childhood, experimental Piaget programs, primary NYC/Junior High School 1976–66.
- National Center for Afro American Artists, Roxberry, Mass., 1980
- Children’s Art Carnival, NYC, 1982–84
- Audio, The Sound Foundation, NYC, 1983
- Rhythm/Rhyme, Audio/Video program Public School 75, NYC, 1987
- Art Institute of Chicago, 1987
- Media to the Fine Arts, Hochschule für Kunste, Bremen, Germany, 1993–94
- Performance art workshops for children and adults since the 1970's and 80's at Center for Media Arts
- Videosound, Hochschule der Künste, Bremen Germany School of Visual Art, New York. in the 90's & 2000
- Improvised workshops, no borders, School of Visual Arts, NYC 1999/2000
- Video Consultant, Sidewalks of New York, Hi Tek Teens, NYC, 1990